# Кларсфельд, Беата
Беата Кларсфельд (нем. Beate Auguste Künzel, урожд. Беата Августа Кюнцель; 13 февраля 1939, Берлин) — немецкая журналистка, известная своей борьбой за разоблачение нацистов после Второй мировой войны. Германские СМИ причисляют её к «охотникам за нацистами».

## Биография
В 1960 году Беата Кюнцель попала в Париж по программе au pair, где она начала осознавать последствия Холокоста, неизвестные ей в Германии. Беата работала в том числе и в немецко-французской молодёжной организации, но была уволена за публикацию статьи против немецкого политика Кизингера. В 1963 году вышла замуж за французского еврея Сержа Кларсфельда и родила двух детей — сына Арно-Давида (1965) и дочь Лиду-Мириам (Lida-Myriam, 1973).
В феврале 2016 года получила израильское гражданство.

## Политическая деятельность

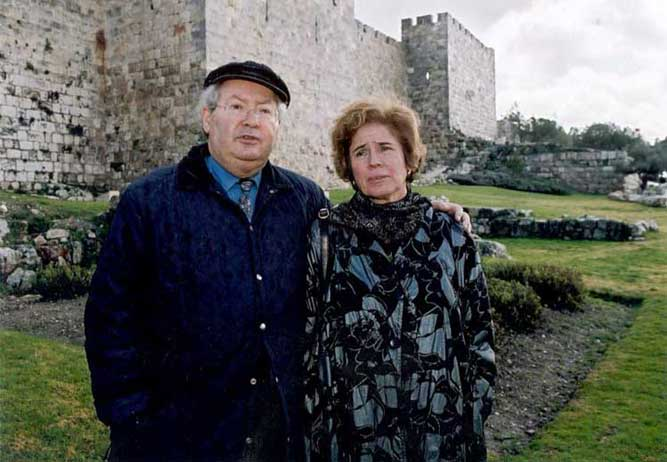
Серж и Беата Кларсфельды, 2007 год

В 1968 году Беата Кларсфельд дважды пыталась обратить внимание общественности на нацистское прошлое канцлера ФРГ Курта Кизингера. На собрании бундестага в Бонне она выкрикнула «Нацист, подай в отставку!» (нем. "Nazi, tritt zurück!"), но была выгнана сотрудниками службы безопасности. В ноябре того же года она повторила свою смелую попытку, выйдя на подиум на собрании партии ХДС в Берлине и с выкриком «Нацист, нацист!» дала Кизингеру пощёчину. Тот не сказал ни слова, но ушёл с собрания, а Кларсфельд предстала перед судом и была приговорена к году лишения свободы, однако её адвокат Хорст Малер добился смягчения приговора до 4 месяцев условного лишения свободы.
В 1969 году Беата Кларсфельд выдвинула свою кандидатуру на выборах в бундестаг от партии «Акция демократический прогресс», в противопоставление кандидату от ХДС Курту Кизингеру.
В 1971 году Кларсфельды предприняли попытку похитить нацистского военного преступника Курта Лишку из ФРГ, обвиняемого в депортации 76 тысяч евреев Франции, чтобы представить его перед судом в Париже. Три года спустя Беата Кларсфельд была приговорена за это похищение к двум месяцам лишения свободы, но под давлением общественности приговор был смягчён до условного наказания. Сам же Лишка был приговорён только в 1979 году. В 1974 году в Израиле Голда Меир вручила Беате Кларсфельд «Медаль за мужество борцов гетто».
В 1970-х годах Беате Кларсфельд удалось обратить внимание общественности на политическую деятельность Эрнста Ахенбаха, который в 1940—1943 годах возглавлял политический отдел германского посольства в Париже и нёс личную ответственность за депортацию двух тысяч евреев в лагеря уничтожения в марте 1943 года.
В 1984—1985 годах Кларсфельд предприняла ряд поездок в Чили и Парагвай, чтобы попытаться найти скрывающихся там Вальтера Рауффа и Йозефа Менгеле. В 1986 году, во время пребывания в Бейруте (см. фото), Кларсфельд предложила Ливанскому правительству обменять её на израильских заключённых, но её предложение было отвергнуто.
4 июля 1987 года, после пятнадцати лет поисков Беаты Кларсфельд, был приговорён известный нацистский преступник Клаус Барби. Этот приговор Кларсфельд оценивает как высшее достижение своей деятельности по разоблачению нацистов. В этом же году она была награждена «Премией Голды Меир». С 1991 года она боролась за выдачу Сирией Алоиса Бруннера, заместителя Адольфа Эйхмана. В 2001 году она добилась того, что Франция заочно вынесла Бруннеру приговор пожизненного заключения.
Вместе с мужем Сержем Беата издала серию книг, в числе которых список 80 тысяч имён евреев и более 11 тысяч фотографий еврейских детей, депортированных из Франции во время Второй мировой войны. Французская железная дорога SNCF поддержала публикацию этих данных выставкой фотографий на восемнадцати вокзалах. Немецкая железная дорога сперва отказалась подключиться к этой выставке, но в 2006 году министр транспорта Германии Вольфганг Тифензее договорился с Хартмутом Медорном о проведении подобной инициативы на территории немецких вокзалов.
В 2009 году кандидатура Кларсфельд на вручение Ордена «За заслуги перед Федеративной Республикой Германия» была выдвинута партией «Левые». Примечательно, что именно эта же партия, не раз подвергавшаяся критике за антисемитские и антиизраильские позиции, выдвинула кандидатуру Беаты Кларсфельд на пост президента ФРГ после отставки Кристиана Вульфа в феврале 2012 года.

## Премии и награды
- 1974 — Медаль за мужество борцов гетто[9]
- 1984 — Орден Почётного легиона (кавалер)
- 1987 — Премия Голды Меир[6]
- 2007 — Орден Почётного легиона (офицер)[6]
- 2009 — Медаль имени Георга Эльзера
- 2011 — Орден «За заслуги» (Франция) (командор)[10]
- 2014 — Орден Почётного легиона (командор)[11]
- 2015 — Орден «За заслуги перед Федеративной Республикой Германия» (офицер)[12]
- 2018 — Орден «За заслуги» (Франция) (великий офицер)[13]
- 2022 — Орден Почётного легиона (великий офицер)[14]
- Премия Фонда имени З. Жаботинского
- Премия Французского еврейства

## В культуре
- 1986 — Охотник за нацистами: История Беаты Кларсфелд — прижизненный американский художественный телефильм-биография, роль Беаты Кларсфелд исполнила актриса Фэрра Фосетт.

В художественном фильме «La Traque» (Франция, 2008 год, режиссёр Лорен Жауи), показывающем поиски Клауса Барби, роль Беаты Кларсфельд играет Франка Потенте.